# لی سو-یونگ
لی سو-یونگ (به انگلیسی: Lee Soo-young)(زاده ۱۲ آوریل ۱۹۷۹) خواننده کره‌ای است.